# Центральный научно-исследовательский институт гастроэнтерологии
Центральный научно-исследовательский институт гастроэнтерологии (ЦНИИГ) — ведущий в России научно-практический центр по проблемам заболеваний желудочно-кишечного тракта. Расположен в парке на окраине Москвы, рядом с Терлецкими прудами. Адрес: Шоссе Энтузиастов, д. 86. С 2013 года институт является составной частью Московского клинического научного центра имени А. С. Логинова.
ЦНИИГ является головным медицинским учреждением в России по проблемам заболевания органов пищеварения. Это и самая крупная клиника в мире, коечный фонд которой рассчитан на 540 больных— отмечал в 2010 году директор института профессор Л. Б. Лазебник

## История
Распоряжением Совета министров СССР от 25 марта 1967 года был учреждён Всесоюзный НИИ гастроэнтерологии (ВНИИГ) МЗ СССР, объединивший академическую группу академика АМН СССР В. Х. Василенко, часть возглавляемой им же кафедры пропедевтики внутренних болезней 1-го ММИ и отделение портальной гипертонии Института терапии АМН СССР, руководимое профессором А. С. Логиновым. Директором ВНИИГ был назначен В. Х. Василенко, замдиректора по науке — А. С. Логинов. Первоначально институт базировался в здании упомянутой кафедры 1-го ММИ.
27 августа 1973 года институт гастроэнтерологии был отделен от этой кафедры, расширен и под последним своим названием (ЦНИИГ) переподчинен департаменту здравоохранения г. Москвы, а также переведен на свой последний адрес, где расположился в переданных ему двух больничных и лабораторном корпусах расформировываемой 58-й ГКБ; директором его был назначен А. С. Логинов.
Финансирование лечебно-диагностической деятельности института осуществляется из средств Фонда обязательного медицинского страхования, коммерческих услуг ЦНИИГ не оказывает; финансирование научной деятельности происходило департаментом здравоохранения и из средств внебюджетных поступлений.
Клиника института насчитывает 540 коек. В коллектив института входят член-корреспондент РАМН, семь профессоров, 25 докторов медицинских наук, 52 кандидата наук, 163 врача. Ежегодно стационарное лечение получали почти 10 тыс. больных.

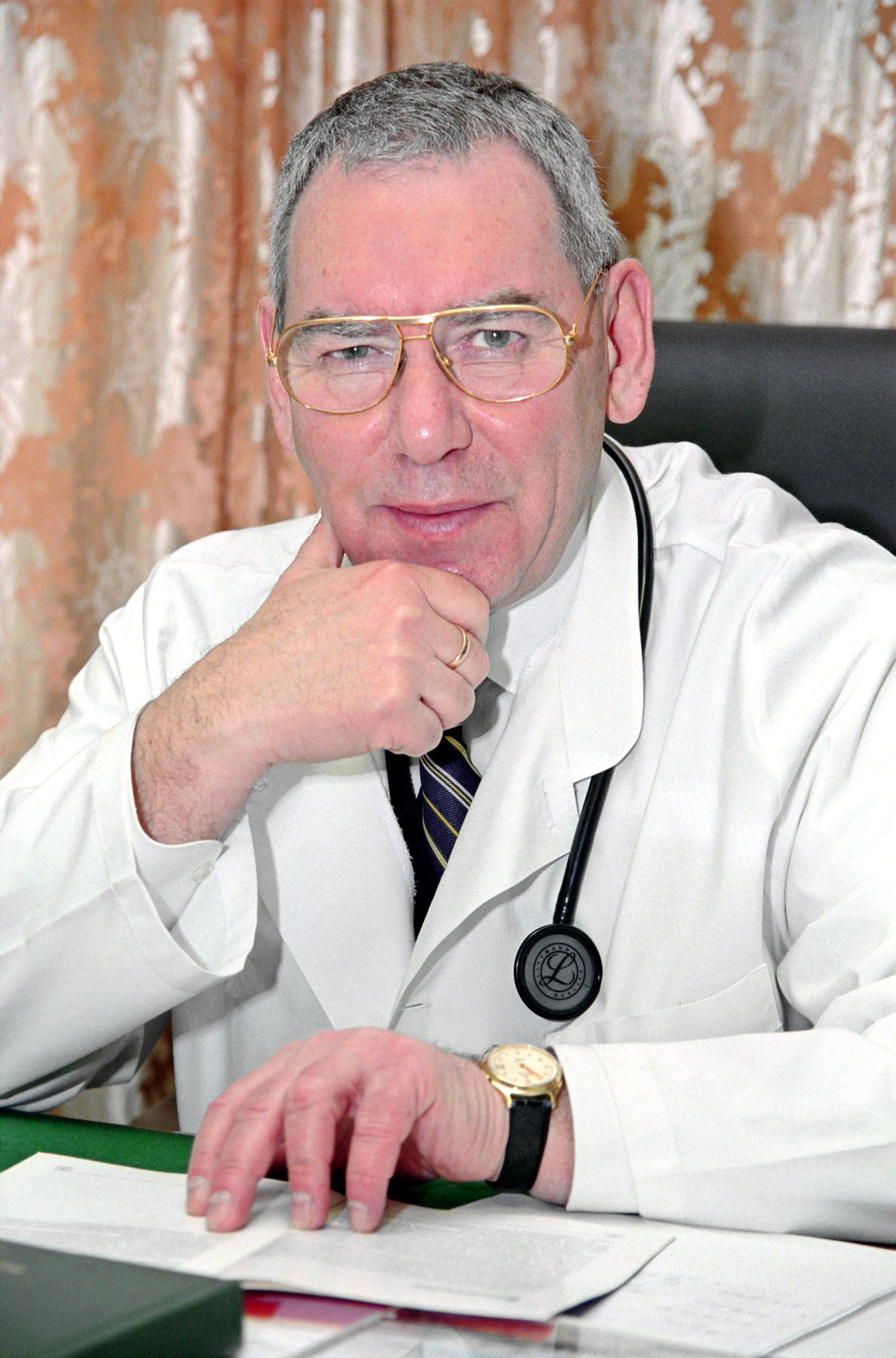
С 2001 по 2012 год директором ЦНИИГ был профессор Леонид Борисович Лазебник

Директором ЦНИИГ с его образования являлся академик РАМН профессор А. С. Логинов, после его смерти с 2001 по 2012 год директором был профессор Л. Б. Лазебник, с сентября 2012 года директором стал профессор И. Е. Хатьков.
В 2001 году в ЦНИИГ было организовано стационарное отделение апитерапии, основной акцент в котором при лечении больных делался на мёдолечение. Как отмечал спустя десятилетие директор института профессор Л. Б. Лазебник, это отделение, являвшееся для него предметом особой гордости, получило общетерапевтический профиль «для самых сложных, тяжелых, общесоматических и иного профиля больных… которые уже прошли многие больницы и отделения других стационаров». «Отделение апитерапии разработало и продолжит внедрять уникальный способ лечения гелиобактериоза медом и другими продуктами пчеловодства. Мы доказали, что прополис обладает универсальным антисептическим действием. Сейчас для лечения таких больных создано специальное отделение на 30 коек, подобного которому в мире не существует», — отмечал Л. Б. Лазебник в 2010 году.
С 2007 года институт получил право ведения послевузовского и дополнительного образования. При нём работает специализированный учёный совет по защите докторских и кандидатских диссертаций по специальностям «Внутренние болезни» и «Гастроэнтерология».
ЦНИИГ является головной клинической базой фармакологического комитета МЗ России в области испытаний и экспертизы новых лекарственных средств гастроэнтерологического профиля.

## МКНЦ
В 2013 году на базе ЦНИИГ и Городской клинической больницы № 60 был образован Московский клинический научно-практический центр (МКНЦ), ныне Московский клинический научный центр имени А. С. Логинова, который занимается проблемами гастроэнтерологии, онкологии и ревматологии. 